# Ligue Féminine d'Action Sociale
Ligue Féminine d'Action Sociale (LFAS) var en kvinnoförening verksam i Haiti mellan 1934 och 1950. Det var den första kvinnorättsorganisation på Haiti. Dess syfte var att verka för införandet av kvinnlig rösträtt, som slutligen infördes år 1950.

## Bakgrund
Ligue grundades 1934, sedan den tjugo år långa amerikanska ockupationen av Haiti hade upphört. Dess medlemmar bestod främst av urbana överklasskvinnor och bland dem nämns Yvonne Sylvain, Alice Garoute, Madeleine Sylvain, Fernande Bellegarde, Thérèse Hudicourt, Esther Dartigue, Alice Téligny Mathon, Marie-Thérèse Colimon och Marie-Thérèse Poitevien.  
År 1934 var kvinnors rättigheter mycket bristfälliga på Haiti. Flickor hade bristfällig tillgång till skolutbildning, och kvinnor hade först nyligen fått tillstånd att studera vid L'Université D'Etat d'Haiti. Gifta kvinnor stod under förmynderskap under sina män, och kvinnor fick heller inte rösta. 

## Verksamhet
1935 höll Esther Dartigue ett tal på Centre d'Etudes Universitaires som beklagade kvinnors allmänt låga tillgång till utbildning och därför låga kunskapsnivå. Talet väckte stor uppmärksamhet i Haiti. LFAS förespråkade fler skolor för flickor, lika civilrättsliga rättigheter för kvinnor i familjelagstiftningen, lika lön, rösträtt, fackföreningar och ett arbetsministerium med en kvinnoavdelning. LFAS påpekade att Haiti hade undertecknat ett antal internationella överenskommelser som respekterade kvinnors rättigheter utan att utöva dem i sin egen lagstiftning. 
1936 kampanjade LFAS för gifta kvinnors ekonomiska rättigheter. 1940 grundades tre gymnasieskolor för flickor för att göra det möjligt för flickor att uppnå högre utbildning, och 1944 blev gifta kvinnor myndiga. 1946 nådde kampanjen för rösträtt sin höjdpunkt: LFAS lämnade sina åhörarplatser i parlamentet när en ledamot hävdade att kvinnor inte förtjänade rösträtt för att de alla var prostituerade, vilket ledde till att rörelsen lät utge ett offentligt svar på förolämpningen. 
LFAS arrangerade landets första kvinnokongress, First National Congress of Haitian Women, april 10–14 1950 under uppseende av presidentfrun Lucienne Heurtelou Estimé, med 500 deltagare. På kongressen påtalade Alice Garoute att de kvinnor som hade tagit examen sedan de fått tillstånd att göra det sedan 1940 hade lika goda resultat som män, och att kvinnor i Haiti behandlades som i Code Noir, som barn eller psykiskt sjuka. Föreningen fick stöd av internationella kvinnorättsorganisationer och den politiska vänstern i Haiti, och fick stor uppmärksamhet i den inhemska pressen, men mötte motstånd i parlamentet och från myndigheterna.  Kongressen avslutades med en officiell lista på krav, där stödet för deras sak från övriga föreningar demonstrerades så tydligt att parlamentet uppgav sitt motstånd och 4 november 1950 införde rösträtt för kvinnor. 